# 天正伊賀の乱
天正伊賀の乱（てんしょういがのらん）は、伊賀国で起こった織田氏と伊賀惣国一揆との戦いの総称である。天正6年（1578年）から天正7年（1579年）の戦を第一次、天正9年（1581年）の戦を第二次とし区別する。織田信長の死後、第三次も起きている。

## 前段
伊賀は四方を山で囲まれ、中に上野盆地がある閉鎖的な土地で、伊勢神宮・奈良東大寺・興福寺の荘園支配が続いたため、室町期に至っても強固な守護支配が及ばず、戦国期には48とも66ともいわれる小領主の土豪が国人として分かれ、砦・土塁・舘を築いてときに小競り合いをしながらも均衡を維持、外部勢力の侵攻に対しては「惣国一揆掟」を結んで一致団結して対抗していた。伊賀には600以上の城館跡があったとも伝えられる。

## 第一次天正伊賀の乱
北畠家の養子となっていた織田信長の次男織田信雄は、天正4年（1576年）に北畠具教ら北畠一族を三瀬の変で暗殺し伊勢国を掌握すると、次は伊賀国の領国化を狙っていた。1578年（天正6年）2月、伊賀国の郷士の日奈知城主・下山平兵衛（下山甲斐守）が信雄を訪れ、伊賀国への手引きを申し出た。信雄は同年3月に滝川雄利に北畠具教が隠居城として築城中であった丸山城の修築を命じた。
これを知った伊賀国郷士衆は驚き、丸山城の西にある天童山に密偵を送り、築城の様子をうかがった。この時の様子が、
| 「        | 丸山城指図 山城也、此山根置周取廻六百九十六間、山下地形よ里山までの高サ三十間有南方を正面とす 麓より二の丸へ越登道九折にして六十九間 山下整地広さ南北四十四間 東西二十五間 右整地之内に三層の殿主あり天守台六間四方台の高さ三間四方石垣なり | 」 |
| —伊賀旧考 | |    |

とあり、3層の天守や天守台は石垣で固められ、また二の丸への登城道は9回折れているなど、規模壮大な城であったと記されている。
すぐさま伊賀郷士11名が平楽寺に集まり、「完成までに攻撃すべし」と集議一決した。一説には、伊賀衆有力者12人の協力を得ていたが、出陣が続く中で織田側が戦費不足から築城を中断、人夫代が入らなくなったことで伊賀衆の不満が高まり、北畠残党等の反織田派の策動もあったともいう。丸山城周辺の神戸、上林、比土、才良、郡村、沖、市部、猪田、依那具、四十九、比自岐衆が無量寿福寺で密談をこらし、同年10月25日に集結した700人ともいう伊賀衆が総攻撃を開始した。不意を突かれた滝川雄利軍や人夫衆は混乱し、昼過ぎには残存兵力を糾合し伊勢国に敗走した。『伊乱記』には、「伊賀衆は雄利を討ち取ったと喜んだ。しかし雄利が無事であることを知って落胆した」とある。10月28日、織田信雄は伊勢田丸城で軍議を開き、反撃の機を待つことを決めた。
翌天正7年（1579年）9月16日、信雄は信長に相談もせず独断で阿波口から8,000、布引口から1500、伊勢地口から1300の兵を率いて伊賀国に3方から侵攻したが、伊賀郷士衆は各地で抗戦し信雄軍を伊勢国に敗走させた。伊賀衆の夜襲や松明を用いた撹乱作戦や地形を活かした奇襲などで、2～3日で信雄軍は多くの兵を失い 、伊勢へ敗走した。信雄軍は重臣の柘植保重を討たれる（鬼瘤峠の戦い）など被害は甚大で、侵攻は失敗に終わった。信雄が無断で伊賀に侵攻し、さらに敗戦したことを知った信長は激怒し、信雄を叱責した。信長が信雄に「親子の縁を切る」と書いた書状をしたためたというからその怒りは相当なものであったと考えられる。また、この信雄の敗戦を受け、信長は忍者に対し警戒心を抱き、後の第二次伊賀の乱へ繋がっていく。しかし信長はこの頃石山本願寺との抗争が激化し、伊賀国平定は後回しせざるを得なかった。

## 第二次天正伊賀の乱
天正9年（1581年）4月、上柘植の福地伊予守宗隆、河合村の耳須弥次郎具明の2人が安土城の信長の所に訪れ、伊賀攻略の際は道案内をすると申し出た。
そして再び織田信雄を総大将に5万の兵で伊賀国に侵攻した。『信長公記』『多聞院日記』には9月3日に攻撃開始との記述があるが、『伊乱記』では9月27日に6か所（伊勢地口から信雄、津田信澄ら1万、柘植口から丹羽長秀、滝川一益ら1万2千、玉滝口から蒲生氏郷、脇坂安治ら7千、笠間口から筒井順慶ら3千7百、初瀬口より浅野長政と多羅尾口より堀秀政、多羅尾弘光ら合わせて2千3百が攻撃したと記述されている）同月6日より戦闘が開始された。
織田軍は、寺・村を焼払い、女子供・僧侶の別なく殺す焦土戦術をとった。伊賀衆は比自山城に3,500人（非戦闘員含め10,000人）、平楽寺（後の伊賀上野城）に1,500人で籠城した。伊賀衆は河原（あるいは比自山の裾野）で野営していた蒲生氏郷隊に夜襲を掛け、氏郷隊は寝込みを襲われ敗れた。筒井順慶隊にも夜襲を掛け、1000兵を討ち取られた。これに怒った氏郷は平楽寺を攻撃し、退けられるが滝川一益の援軍を得て陥落させた。続く比自山城は、丹羽長秀らが幾度となく攻略しようとしたが、その都度敗退し、落とせなかった（比自山城の戦い、この時活躍した伊賀衆を比自山の七本槍という）。しかし、総攻撃の前日に全ての城兵は柏原城に逃亡した。その後、内応者が出た事もあり（伊賀衆は織田方の調略を受け、連携を欠いていた）、織田軍は各地で進撃し同月11日にはほぼ伊賀国を制圧した。村や寺院は焼き払われ、住民は殺害された（平楽寺では僧侶700人余りが斬首、伊賀全体では9万の人口の内非戦闘員含む3万余が殺害された)。
奈良の大倉五郎次という申楽太夫が柏原城に来て、和睦の仲介に入り、惣名代として滝野吉政が28日早朝に信雄に会って、城兵の人命保護を条件に和睦を行い、城を開けた。『信長公記』ではこの停戦時期を9月11日としている。『多聞院日記』では「十七日、教浄先陳ヨリ帰、伊賀一円落着」としており、日程のずれはあるが、当時の伝聞を集めた記録として信頼性は高い。
この柏原城が開城した時点をもって第二次天正伊賀の乱は終わりを告げた。残党は捕縛され殺されたが、多くの指揮官は他国へ逃げ、ほとぼりが冷めた頃に帰国した。

## 乱後
同年10月9日には信長自身が伊賀国に視察に訪れている。信長は阿拝郡、伊賀郡、名張郡を織田信雄に、山田郡を織田信包（信長公記では「上野介信兼」）にそれぞれ与えた。
信長の本能寺の変による死を受けて、織田信雄の軍勢の多くが伊勢に引上げ、再び伊賀衆が柏原城を襲う形で第三次天正伊賀の乱が勃発している。

## 関連作品
小説
- 『甲賀忍法帖』山田風太郎、光文社、1959年。ほか
- 『忍びの者』村山知義、理論社〈小説国民文庫〉、1962年。ほか
- 『忍びの国』和田竜、新潮社、2008年。〈新潮文庫〉、2011年。
- 『山河果てるとも』伊東潤、角川グループパブリッシング、2008年。『山河果てるとも 天正伊賀悲雲録』、角川書店〈角川文庫〉、2012年。
- 『忍び外伝』乾緑郎、朝日新聞出版、2010年。〈朝日文庫〉、2013年。

映画
- 『忍びの者』（1962年12月1日公開、配給：大映、監督：山本薩夫、出演：市川雷蔵）
- 『天正伊賀の乱』（2005年10月1日公開、配給：BBMC、監督：千葉誠治、出演：合田雅吏）
- 『伊賀の乱 拘束』（2007年12月1日公開、配給：AMGエンタテインメント、監督：千葉誠治、出演：松田賢二）
- 『戦国 伊賀の乱』（2009年2月21日公開、配給：ジョリー・ロジャー、監督：千葉誠治、出演：合田雅吏）
- 『忍邪』（2010年6月19日公開、配給：スタジオビコロール／ノースシーケイワイ、監督：千葉誠治、出演：合田雅吏）
- 『AVN エイリアンVSニンジャ』（2011年7月23日公開、配給：日活、監督：千葉誠治、出演：三元雅芸）
- 『忍びの国』（2017年7月1日公開、配給：東宝、監督：中村義洋、出演：大野智）

漫画・アニメ
- 『妖刀伝』1987年-1988年OVA。
- 『バジリスク～甲賀忍法帖～』作画：せがわまさき、原作：山田風太郎、講談社〈ヤングマガジンアッパーズ〉2003年4号-2004年13号。
- 『銀牙伝説 赤目』高橋よしひろ、日本文芸社〈週刊漫画ゴラク〉2014年6月20日号-2015年4月3日号。

コンピューターゲーム
- 『伊忍道・打倒信長』（1991年7月19日発売、発売元：光栄、対応機種：PC-8801SR以降。ほか）